# Bretonische Mark

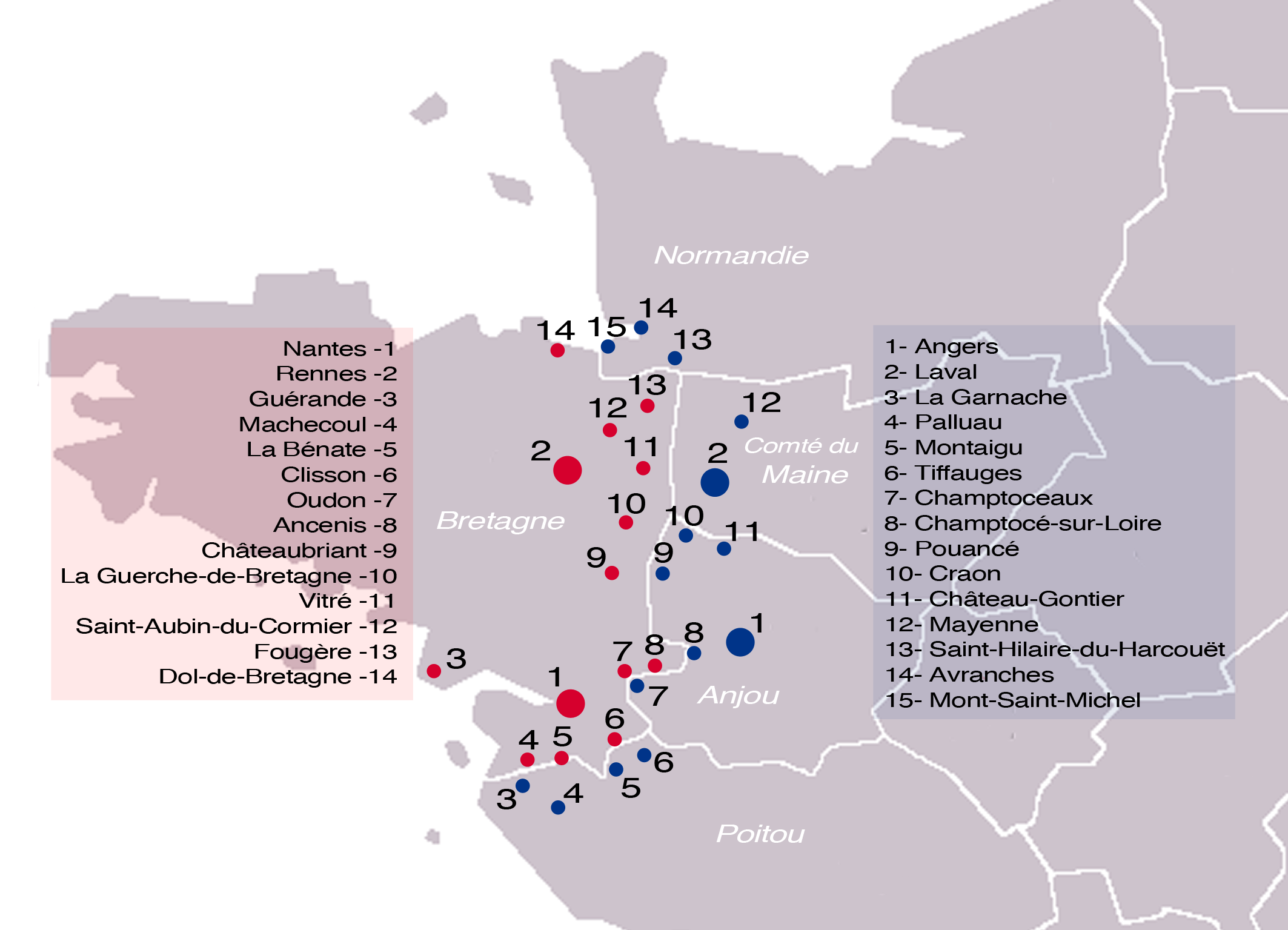
Festungen und Garnisonsstädte in der Bretonischen Mark

Die Bretonische Mark (früher auch: britannische Mark bzw. Cenomanien) war eine der Markgrafschaften, die unter den Karolingern zur Grenzsicherung – in diesem Fall gegenüber den Bretonen – eingerichtet wurden. Die Bretonische Mark umfasste die östliche Bretagne. Sie lag nördlich der Loire, beinhaltete die Städte Vannes und Rennes und reichte bis vor die Tore von Angers und Avranches.

## Erste Mark 753–851
Pippin III. gründete diese Mark um den ständigen Einfällen aus der Bretagne zuvor zu kommen.
Sie ist vor allem durch den Grafen Hruotland bekannt, den Helden des späteren Rolandsliedes, der in der Schlacht bei Roncesvalles am 15. August 778 fiel.
Schon 851 musste sein Nachfolger Karl der Kahle nach der verlorenen Schlacht von Jengland diese Gebiete im Vertrag von Angers als verloren einräumen.
Die weiteren Markgrafen stammen aus der Familie der Widonen:
- Roland, nach 753 bis 778
- Audulf, um 786
- Guido (Wido), † 802/814, Graf, 799 Markgraf der Bretonischen Mark, 802 missus regis in der Touraine
- Lantbert (Lambert), † 834, Graf, Markgraf der Bretonischen Mark, 818/830 Graf von Nantes und Angers, 834 vertrieben, geht 834 mit Kaiser Lothar I. nach Italien
- Bernhard von Poitiers, 834 von Karl dem Kahlen eingesetzt, X 844/845
- Lambert, X 852, Graf ex territorio Nannetense ortus: erobert 840/41 die Grafschaft Nantes, 845 vom König als Markgraf der Bretonischen Mark, Graf von Nantes und Angers anerkannt, Dezember 846 vertrieben, 849 wieder im Amt; ⚭ um 850/851 Rotrud, getauft 835/840 in Pavia, Tochter des Kaisers Lothar I. (Karolinger)

## Zweite Mark 861–987
Unter dem Begriff Markgrafschaft Neustrien wurden 861 von Karl dem Kahlen zwei Markgrafschaften eingerichtet, um das Frankenreich gegen zum einen die Einfälle der Normannen zu schützen und zum anderen gegen die Bretonen. Dabei wurde der Name Neustrien wieder reaktiviert. Die Markgrafschaft gegen die Bretonen war dabei nur eine teilweise Neuauflage der Bretonischen Mark da Teile des ursprünglichen Gebietes im Vertrag von Angers nach der Niederlage 851 gegen Erispoë diesem zugesprochen waren.
Die Markgrafen dieser zweiten Phase waren:
- 861–866: Robert der Tapfere
- 866–886: Hugo Abbas
- 886–888: Odo von Paris († 898), frz. König ab 888
- 888–922: Robert, betraut durch seinen Bruder den neuen König von Frankreich, als demarchus ab 911
- 911–922: Robert († 923), König Frankreichs ab 922
- 922–956: Hugo der Große
- 960–987: Hugo Capet († 996), König von Frankreich ab 987